# Daniel Montenegro
Daniel Gastón Montenegro Casella (Buenos Aires, 28 de março de 1979) é um ex-futebolista argentino que atuava como meio-campista.
Possui passaporte italiano, e é o irmão mais novo de Ariel Montenegro, também um jogador de futebol profissional.

## Carreira

### Início
Começou sua carreira no Huracán, no ano de 1997. Em 1999 se transferiu para o Independiente, clube onde fez história; em três passagens, disputou mais de 100 partidas e marcou 50 gols. Também teve passagens na Europa, em clubes como Olympique de Marselha, Zaragoza, Osasuna e Saturn. Teve também duas passagens pelo River Plate. Em 2009 foi contratado pelo Club América, do México.

### Club América
No dia 17 de julho de 2009, por 3 milhões de dólares, foi confirmada a contratação de Montenegro pelo Club América. Ele fez sua estreia contra o Toluca, marcando um golaço do meio-campo. Na ocasião, o América ganhou por 7 a 2. Durante o período em que atuou pelas Águias, foi o capitão da equipe.

### Independiente
Após ter uma reunião com Américo Gallego, então treinador do Independiente, assinou com o clube no final de 2012. Fez um gol contra o River Plate na derrota por 2 a 1 no dia 9 de junho de 2013.

## Seleção Nacional
Montenegro representou a Seleção Argentina Sub-20 na Copa do Mundo FIFA Sub-20 de 1999, e fez sua estreia pela Seleção Principal contra o Chile, no dia 18 de abril de 2007.
No final do ano seguinte, no dia 19 de novembro de 2008, foi convocado pelo então técnico Diego Maradona para um amistoso contra a Escócia.

## Vida pessoal
Daniel Montenegro tem família em Los Angeles, em Huntington Park. Atualmente Rolfi Santos e Alberto são melhores amigos desde o período em que Montenegro atuou no Independiente, da Argentina. Alberto Santos é atualmente um jogador no Sub-21 do Club América.

## Títulos
Real Zaragoza
- Copa do Rei: 2001

Independiente
- Campeonato Argentino - Apertura: 2002

River Plate
- Campeonato Argentino - Clausura: 2004

### Prêmios individuais
- Artilheiro da Copa Libertadores: 2006 (5 gols)